# Libertair, Direct, Democratisch
Libertair, Direct, Democratisch (deutsch Libertär, Direkt, Demokratisch; kurz LDD), bis Januar 2011 unter dem Namen Lijst Dedecker anhörenⓘ, ist eine rechtsliberale Partei in Flandern. Sie wurde am 19. Januar 2007 von dem ehemaligen VLD-Senator Jean-Marie Dedecker gegründet.

## Geschichte
Nach dem Verlassen der VLD und einem kurzen Zwischenspiel bei der Partei N-VA errichtete Dedecker mit Mitstreitern die Denkfabrik Cassandra. Aus dieser Denkfabrik heraus entwickelte sich die Basis für eine neue rechtsliberale Partei in Flandern.
Bald bildeten die Jüngeren in der neuen Partei ihre eigene Jugendorganisation, die sie „Jong Gezond Verstand“ nannten.
Am 20. April 2007 kündigte die Partei an, sich nach den Wahlen vom 10. Juni 2007 in „Partij van het Gezond Verstand“ umzunennen.
Am 19. Mai 2007 hielt die Partei eine große Wahlversammlung mit 600 Anwesenden in Antwerpen ab. Im April 2011 änderte auch die Jugendorganisation ihren Namen, sie wurde „JongLibertairen“. Am 24. September 2011 wurde auch ein neuer Vorstand gewählt, Luc Rochtus wurde der neue Vorsitzende.
Bei den Föderalwahlen vom 10. Juni 2007 erhielt die Partei 6,5 Prozent der Stimmen und übersprang damit die Fünf-Prozent-Hürde. Sie hat damit Aussicht auf eine jährliche Dotation von 825.000 €.
Bei der Europawahl 2009 erreichte die LDD einen Sitz im Europäischen Parlament, wo sie sich der Fraktion ECR anschloss. Von Oktober 2009 bis 2014 war sie Mitglied der Europapartei AECR.

## Programm
Die Partei nahm an den Wahlen vom 10. Juni 2007 teil und trat mit dem Slogan gezond verstand an, was so viel wie gesunder Verstand bedeutet. Gezond Verstand ist auch der Untertitel des Parteilogos. Die wichtigsten Programmpunkte sind folgende:
- die Einführung einer sozialen Flat Tax von 30 Prozent auf Einkommen.
- die Senkung der Körperschaftssteuer von 33,9 Prozent auf 19 Prozent.
- eine zeitliche Beschränkung der Arbeitslosenunterstützung
- die Abschaffung überflüssiger Verwaltungsvorschriften
- ein konföderales Belgien und die Abschaffung der Provinzen, deren Kompetenzen unter der Konföderation und den Regionen aufgeteilt werden sollen[5]
- Beibehaltung der Kernenergie
- gegen einen EU-Beitritt der Türkei
- vollständige Meinungsfreiheit
- Einführung einer direkten Demokratie mit bindenden Volksreferenden

## Mitglieder
Ein bekanntes Mitglied ist Boudewijn Bouckaert, der Dedecker schon von der VLD in die N-VA gefolgt ist.
Die Lijst Dedecker schließt eine Zusammenarbeit mit dem Vlaams Belang nicht aus und durchbrach damit den Cordon sanitaire.
Am 12. April 2007 kündigte Jean-Marie Dedecker an, dass die ehemalige Olympiasiegerin Ulla Werbrouck bei den Wahlen vom 10. Juni 2007 auf seiner Liste antritt
Philippe Brantegem, Gründer der Schuhkette Brantano, tritt ebenfalls bei.

### Übergetretene
Recht kurz nach ihrer Gründung traten zu der Partei lokale Listen über:
- RESPECT[7], die Wetterser Partei von Ex-VLD-Mitglied Walter Govaert
- MIS (Mensen Integraal Samenleven)[8] mit Frontmann Ex-Vivant-Mitglied Paul Schietekat
- Die lokale N-VA-Abteilung von Meerhout trat geschlossen über.[9]
- Martine De Maght, Fraktionsleiter der liberalen Abspaltung BLAUW in Aalst, wird Listenkopf für die Kammer in Oost-Vlaanderen.[10]
- Anfang April trat auch der größte Teil der VLOTT zur Lijst Dedecker über.[11]
- Im Juli machte die 'Partij voor Vrijheid en Democratie', eine lokale liberale Abspaltung in Aarschot bekannt, sich anschließen zu wollen (Gazet van Antwerpen, 11. Juli 2007)
- Aarschot: Auch Ex-VLD-Vorsitzender Fred De Keyser trat über

## Parlamentarische Vertretung
Legende: (*) Fraktionsführer, (**) Parteivorsitzender.

### Kammer (10. Juni 2007)
- Wahlkreis West-Flandern:
  - Jean-Marie Dedecker wird gefolgt durch Paul Vanhie
  - Ulla Werbrouck
- Wahlkreis Oost-Flandern:
  - Martine De Maght
- Wahlkreis Antwerpen:
  - Jurgen Verstrepen wird gefolgt durch Rob Van de Velde
- Wahlkreis Leuven:
  - Dirk Vijnck

### Senat (bis zum 9. Juni 2007)
- Jean-Marie Dedecker (*) (**)
- Mimount Bousakla

### Senat (10. Juni 2007)
- Lieve Van Ermen

### Flämisches Parlament (bis zum 9. Juni 2007)
- Jean-Marie Dedecker
- Jurgen Verstrepen
- Monique Moens

### Flämisches Parlament (10. Juni 2007)
- Jurgen Verstrepen
- Monique Moens

### Brüsseler Parlament
- keine Vertretung

### Europäisches Parlament (Juni 2009)
- Derk Jan Eppink

### Gemeinderäte (8. Oktober 2006)
- Schoten:
  - Leo Moeskops (ehemals VLOTT)

- Lommel:
  - Ludo Lommers (ehemals Vlaams Belang)

- Sint-Katelijne-Waver
  - Martine De Graef und Martine Verbist (Ex-VLD) vormals in der Mehrheit mit CD&V.

## Wahlergebnisse
| Jahr | Stimmen | Anteil | Mandate | Platz |
| ---- | ------- | ------ | ------- | ----- |
| 2009 | 313.176 | 7,62 % | 8/124   | 6.    |

| Jahr | Stimmen | Anteil | Mandate | Platz |
| ---- | ------- | ------ | ------- | ----- |
| 2009 | 1.957   | 0,42 % | 0/89    | 17.   |

| Jahr | Stimmen | Anteil | Mandate | Platz |
| ---- | ------- | ------ | ------- | ----- |
| 2007 | 268.648 | 4,03 % | 5/150   | 8.    |
| 2010 | 150.577 | 2,31 % | 1/150   | 11.   |
| 2014 | 28.414  | 0,42 % | 0/150   | 16.   |

| Jahr | Stimmen | Anteil | Mandate | Platz |
| ---- | ------- | ------ | ------- | ----- |
| 2007 | 223.992 | 3,38 % | 1/40    | 9.    |
| 2010 | 130.779 | 2,02 % | 0/40    | 11.   |

| Jahr | Stimmen | Anteil | Mandate | Platz |
| ---- | ------- | ------ | ------- | ----- |
| 2009 | 296.699 | 4,51 % | 1/22    | 11.   |